# Michael Kuoni

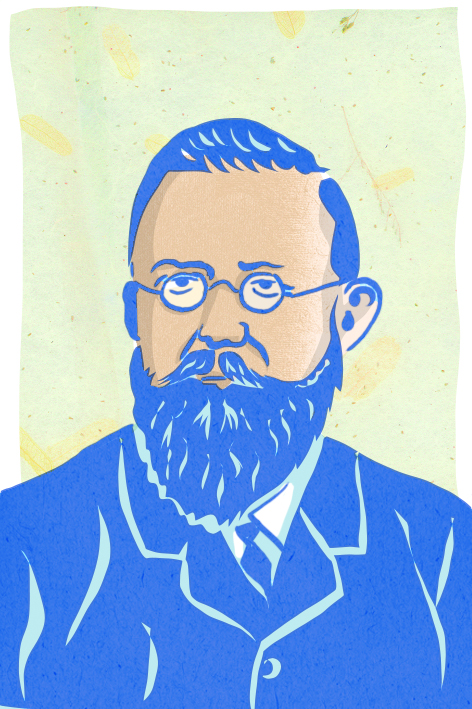
Phantasieportrait, gezeichnet von Andrea Caprez für Läsiblüescht. Prättigauer und Davoser Dialekttexte aus 159 Jahren (2017)

Michael Kuoni (* 29. Januar 1839 in Maienfeld; † 27. August 1891 in Seewis im Prättigau) war Chef des Eidgenössischen Telegraphenbüros in Chur und Verfasser von Novellen und Idyllen in Prättigauer und teilweise auch Herrschäftler Mundart.

## Leben und Schreiben
Kuoni war ein Studium aufgrund eines Augenleidens verwehrt, weshalb der die Beamtenlaufbahn einschlug.
Weitherum bekannt wurde er mit seinen Beiträgen in Otto Sutermeisters Sammelheften Schwizer-Dütsch, wofür er zwischen 1882 und 1884 mehrere Texte beisteuerte. Der dort veröffentlichte Spusagang soll laut Otto von Greyerz die erste schweizerdeutsche Alpennovelle sein. Weitere Texte, die er für Sutermeister  schrieb, waren Alpinisches Idyll und Bauerntypen sowie ein Text über Die Hexengerichte im Prättigau. Ein weiteres Publikationsorgan war das Bündner Volksblatt, in dessen Verlag 1886/87 die Beiträge Herbstbletter us’m Rhätikon und Das alt Gannyer-Bad erschienen. Seine Freude an der authentischen Mundart kam auch in den ungezählten Anmerkungen zum Ausdruck, in denen er Wörter erläutert, die für die breitere Leserschaft unverständlich waren.
Kuoni schrieb in mehreren Mundarten: Den Maienfelder Dialekt hatte er von seinem Vater, denjenigen von Schiers von seiner Mutter gelernt. Darüber hinaus schrieb er auch in der Seewiser Mundart, wo er mit seiner Frau Ursula geborener Hitz wohnte, und ein Text ist im Idiom von St. Antönien verfasst. Neben Georg Fient gehört er zu den damals bekanntesten walserdeutsch schreibenden Autoren des Prättigaus und Graubündens überhaupt; anders als dessen Schaffungen wurden Kuonis Werke in späteren Jahrzehnten jedoch nicht wieder neu aufgelegt.
Neben seinem literarischen Schaffen versuchte er sich auch in der Sprachwissenschaft. Seine Publikation Überreste der romanischen Sprache in den Thälern der Landquart und der Plessur (Prätigau-Schanfigg) kam allerdings in manchen Fällen über eine laienhafte Spekulation nicht hinaus.

## Werke
- Vergissmeinnicht (1867)
- Alpinisches Idyll (zwischen 1882 und 1884, in Schwizer-Dütsch Nr. 19)
- Bilder aus dem Volksleben des Vorder-Prättigau’s alter und neuer Zeit (1884, in Schwizer-Dütsch Nr. 29/30): Bauerntypen; Die Hexengerichte im Prättigau; Dr Spusagang
- Herbstbletter us’m Rhätikon (1886, im Bündner Volksblatt)
- Überreste der romanischen Sprache in den Thälern der Landquart und der Plessur (Prätigau-Schanfigg), sowie in den angrenzenden Gebieten (1886)
- Das alt Gannyer-Bad (1887, im Bündner Volksblatt)
- D’s Pensiôgsetz. Äs Zytbild, zeichnet va-mä gstandnä Purasoh (1891, in der Davoser Zeitung Nr. 60–62)